# 国务院危险化学品安全生产监管部际联席会议
国务院危险化学品安全生产监管部际联席会议是中华人民共和国国务院的议事协调机构。

## 历史
2007年4月18日，《国务院关于同意建立危险化学品安全生产监管部际联席会议制度的批复》(国函〔2007〕36号)，同意建立由安全监管总局牵头的危险化学品安全生产监管部际联席会议制度。在国务院领导下，掌握全国危险化学品安全生产情况，分析危险化学品安全生产形势，研究、指导危险化学品安全监管工作，提出有关政策建议；督促落实安全生产法、《危险化学品安全管理条例》等法律法规和国务院关于危险化学品安全生产的方针、政策；审议各有关部门提出的加强危险化学品安全监管的建议，协调解决危险化学品安全监管工作的重大问题；组织开展部门联合执法、专项整治和督查工作。联席会议办公室设在安全监管总局。

## 成员
- 召集人：李毅中　　安全监管总局局长
- 成员：
  - 欧新黔　　发展改革委副主任
  - 刘金国　　公安部副部长
  - 陈昌智　　监察部副部长
  - 胡晓义　　劳动保障部副部长
  - 黄卫　　建设部副部长
  - 胡亚东　　铁道部副部长
  - 徐祖远　　交通部副部长
  - 王陇德　　卫生部副部长
  - 黄淑和　　国资委副主任
  - 刘玉亭　　工商总局副局长
  - 支树平　　质检总局副局长
  - 张力军　　环保总局副局长
  - 李健　　民航总局副局长
  - 孙华山　　安全监管总局副局长
  - 张穹　　国务院法制办副主任
  - 张鸣起　　全国总工会书记处书记、纪检组长